# Lodbjerg Klitplantage
Lodbjerg Klitplantage er en ca. 420 ha stor klitplantage nord og vest for Flade- og Ørum Søer vest for Bedsted i Thisted Kommune, Thy. Mod vest og nord, ud mod Vesterhavet, er plantagen omgivet af store hedearealer (Lodbjerg- og Lyngby Hede).
Etableringen af  Lodbjerg Klitplantage blev påbegyndt i 1923 med opkøb af arealerne, og tilplantningen foregik fra sidst i 1920'erne og frem til sidst i 1930'erne. Området ligger mellem Natura 2000-områderne nr. 43 Klitheder mellem Stenbjerg og Lodbjerg og nr. 27 Hvidbjerg Å, Ove Sø og Ørum Sø, og er en del af Nationalpark Thy.
Plantagen består hovedsageligt af nåletræer; især bjergfyr og sitkagran, men en del arealer er forynget med løvtræer, primært eg.
I den nordlige ende af plantagen ligger det tidligere vådområde Lortpøt; det blev afvandet i slutningen af 1930'erne. I 1997 blev området delvist genoprettet med opstemning og sløjfning af mindre grøfter, så arealet får status af § 3-naturtype som våd eng og naturtyper i Danmark.
Lodbjerg Kirke og Lodbjerg Fyr ligger i plantagen.